# Matej Jovan
Matej Jovan, slovenski alpski smučar, * 15. april 1970, Radovljica.
Jovan je nastopil na svetovnem mladinskem prvenstvu leta 1989 na Aljaski ter osvojil srebro v kombinaciji in bron v superveleslalomu. Leta 1995 je postal državnih prvak v smuku in kombinaciji. V svetovnem pokalu je med letoma 1995 in 1997 nastopil trinajstkrat, enajstkrat v slalomu in dvakrat v veleslalomu. Dvakrat se mu je uspelo uvrstiti med dobitnike točk v slalomu, 27. januarja 1996 je osvojil trinajsto mesto v Sestrieru, 17. decembra 1996 pa dvajseto mesto v Madonni di Campiglio. 